# Rob Maas
Robertus Leonardus Adrianus Maas, detto Rob (Eindhoven, 17 dicembre 1969), è un allenatore di calcio ed ex calciatore olandese, di ruolo centrocampista.

## Carriera

### Club
Cresciuto nel settore giovanile del PSV, esordisce tra i professionisti nel FC Eindhoven nella stagione 1989-1990, collezionando 31 presenze e 1 gol. Nel 1990 passa al RKC Waalwijk, dove gioca per tre stagioni totalizzando 89 presenze e 7 reti.
Nel 1993 si trasferisce al Feyenoord, con cui disputa 69 partite e segna 5 gol in tre stagioni, contribuendo ai successi del club nei primi anni '90. Prosegue la carriera in Germania, prima con l'Arminia Bielefeld (1996-1998), poi con l'Hertha Berlino (1998-2003), dove vince una Coppa di Lega tedesca.
Gioca successivamente nel Duisburg (2003-2005), e poi torna nei Paesi Bassi, vestendo la maglia dell'Heracles Almelo (2005-2008), con cui disputa 82 partite e segna 3 reti. Chiude la carriera nella stagione 2008-2009 al RKC Waalwijk.

### Nazionale
In nazionale ha collezionato 7 presenze e 1 rete con la selezione Under-21 dei Paesi Bassi tra il 1990 e il 1992.

### Allenatore
Appesi gli scarpini al chiodo, intraprende la carriera da allenatore come vice al RKC Waalwijk dal 2009 al 2014, occupandosi anche della squadra Under-21 tra il 2012 e il 2014. In seguito è vice allenatore al Vitesse (2014-2016), assumendo temporaneamente la guida tecnica della prima squadra nel 2016.
Nel 2016 allena il SC Cambuur per un breve periodo, prima di trasferirsi in Israele dove lavora come vice al Maccabi Haifa (2017-2018), ricoprendo anche il ruolo di allenatore ad interim nel 2018.
Dal 2020 al 2021 è vice allenatore al Bayer 04 Leverkusen, e nella stagione 2021-2022 riveste lo stesso ruolo all'Olympique Lyonnais.

## Palmarès

### Giocatore

#### Competizioni nazionali
- Coppa dei Paesi Bassi: 2

Feyenoord: 1993-1994, 1994-1995
- Coppa di Lega tedesca: 2

Hertha Berlino: 2001, 2002